# Ermida de Santo António (Vila Nova da Baronia)
A Ermida de Santo António, igualmente conhecida como Capela de Santo António, é um monumento religioso na freguesia de Vila Nova da Baronia, no Município de Alvito, em Portugal.

## Descrição
O edifício está situado numa área isolada, no interior da Herdade de São Sebastião, a cerca de um quilómetro de distância da povoação de Vila Nova da Baronia, no sentido poente.
É considerado como um exemplo da arquitectura religiosa maneirista na região do Alentejo. Tem uma planta de forma longitudinal, sendo composta por um nártex, uma nave e uma capela-mor com a sacristia anexa. A fachada principal está virada para oriente.
Enquanto que o seu formato em geral é bastante sóbrio, o interior apresenta uma grande riqueza do ponto de vista decorativo, apesar de ter perdido uma parte considerável da sua estrutura e dos elementos decorativos. Entre os elementos já desaparecidos incluem-se a maioria dos frescos na capela-mor, e os altares colaterais, que tinham um frontal de azulejos polícromos seiscentistas, com desenhos de inspiração oriental. Ainda assim, conserva-se um interessante conjunto de pinturas murais do século XVIII nos alçados, capela-mor e abóbada, retratando várias cenas da vida de Santo António e anjos músicos, de autor desconhecido, e que é considerado como parte do núcleo de pintura mural da região.

## História
A ermida foi construída nos finais do século XVI. Entre os séculos XVII e XVIII foi alvo de obras de restauro, tendo nos princípios de seiscentos recebido o nartex e as pinturas murais.
Porém, foi abandonada nos princípios do século XX, chegando a um avançado estado de ruína. Nos finais desse século foram retirados os azulejos, que foram colocados na Igreja Matriz de Vila Nova da Baronia. Em 2000 foi alvo de trabalhos arqueológicos, como parte do processo de levantamento da Carta Arqueológica do Concelho de Alvito.
O processo de classificação da ermida iniciou-se em 1982, mas só foi concluído em 2013, com a publicação da Portaria n.º 219, de 26 de Março, que lhe concedeu a categoria de Monumento de Interesse Público.

## Leitura recomendada
- ESPANCA, Túlio (1992). Inventário Artístico de Portugal - Distrito de Beja. Volume 1. Lisboa: Academia Nacional de Belas Artes
- GONÇALVES, Catarina Valença (1999). A Pintura Mural no concelho de Alvito - séculos XVI a XVII. Alvito: Câmara Municipal de Alvito
- SIMÕES, J. M. dos Santos (1969). Azulejaria em Portugal no séc. XVII. Lisboa: Fundação Calouste Gulbenkian
- SOUSA, Catarina Vilaça (2006). Roteiro turístico terras do fresco: Alvito, Cuba, Portel, Viana do Alentejo, Vidigueira. Cuba: Associação de Municípios de Alentejo Central. 175 páginas
- VALÉRIO, António João (1994). Arte e História no Concelho de Alvito. Guia para uma Visita. Alvito: Câmara Municipal de Alvito